# 1982 en musique classique
| \| • Retour à la chronologie générale de la musique classique • \| |
| Grèce • Rome • Haut Moyen Âge • VIIIe siècle • IXe siècle • Xe siècle • XIe siècle XIIe siècle • XIIIe siècle • XIVe siècle • XVe siècle • XVIe siècle • XVIIe siècle XVIIIe siècle • XIXe siècle • XXe siècle • XXIe siècle |
| • Retour à la chronologie générale de la musique classique • |

| Années en musique classique : 1979 - 1980 - 1981 - 1982 - 1983 - 1984 - 1985    |
| Décennies en musique classique : 1950 - 1960 - 1970 - 1980 - 1990 - 2000 - 2010 |

## Événements

### Créations

#### Date indéterminée
- Première représentation théâtrale des Boréades de Jean-Philippe Rameau au Festival d’Aix en Provence sous la direction de John Eliot Gardiner.

### Autres
- 1er janvier : concert du nouvel an de l'orchestre philharmonique de Vienne au Musikverein, dirigé par Lorin Maazel.

- 21 juin : Première manifestation en France de la Fête de la musique à l'instigation de Jack Lang, à l'époque ministre de la Culture. Cette manifestation est devenue annuelle et se déroule le premier jour de l'été.

#### Date indéterminée
- Édition du Catalogue de Maria Rosa Moretti et Anna Sorento des œuvres de Niccolò Paganini.
- Fondation de l'Akademie für Alte Musik Berlin.
- Fondation du Concilium musicum Wien.
- Création de l'ensemble Les Musiciens du Louvre par Marc Minkowski. Il devient Les Musiciens du Louvre Grenoble en 1996.
- Fondation de l'Orchestre symphonique d'Euskadi.
- Début de commercialisation du Disque compact (CD) par les firme Sony et Philips.

## Prix
- Viktoria Mullova et Sergei Stadler obtiennent le 1er prix ex aequo de violon du Concours international Tchaïkovski.
- Gidon Kremer reçoit le Prix Ernst von Siemens.
- Isaac Stern reçoit le Léonie Sonning Music Award.

## Naissances

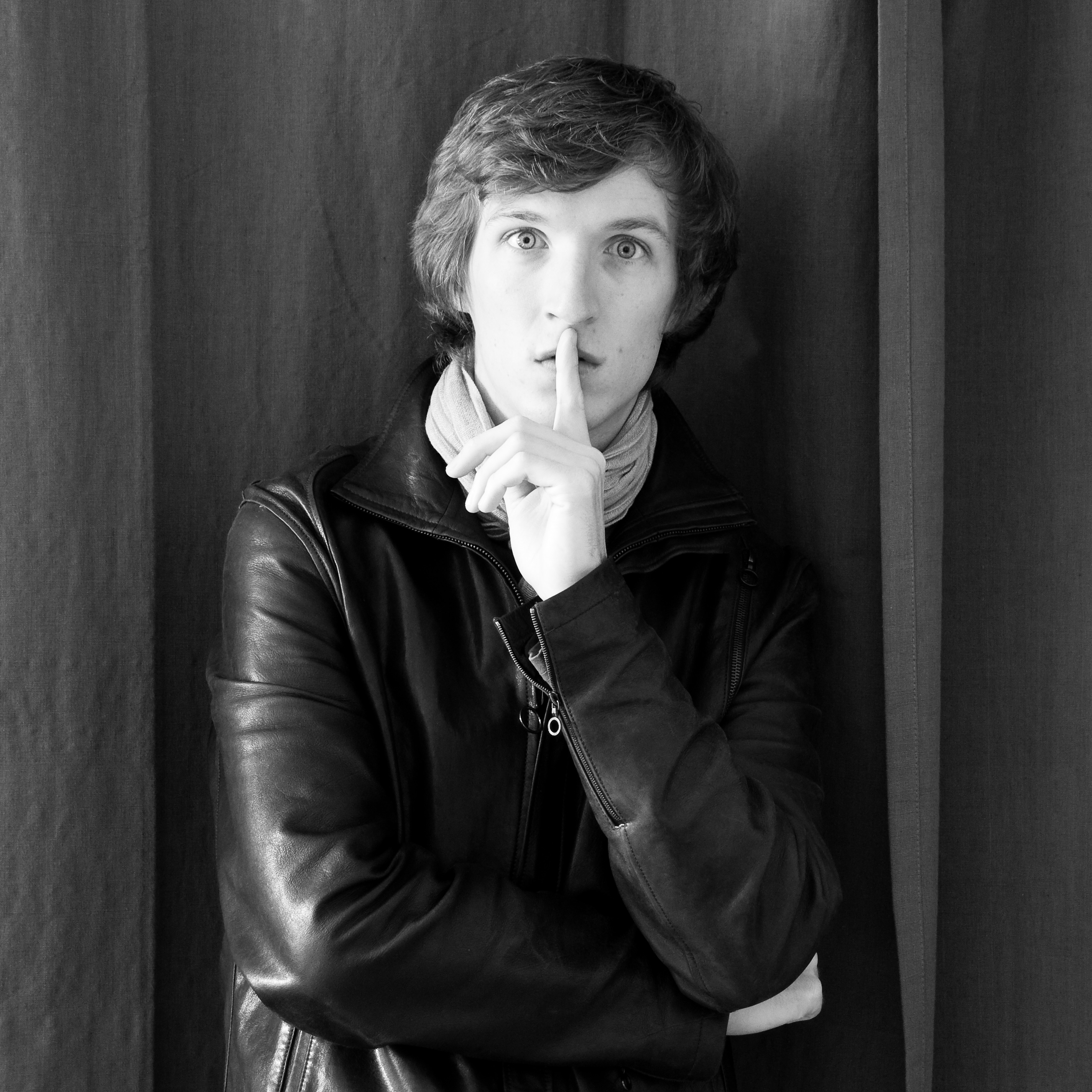
Benjamin Righetti

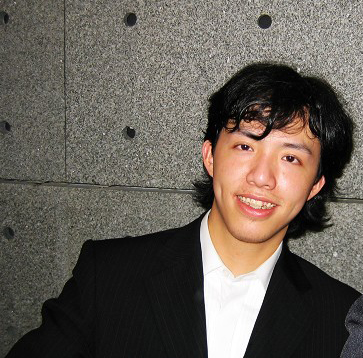
Yundi Li

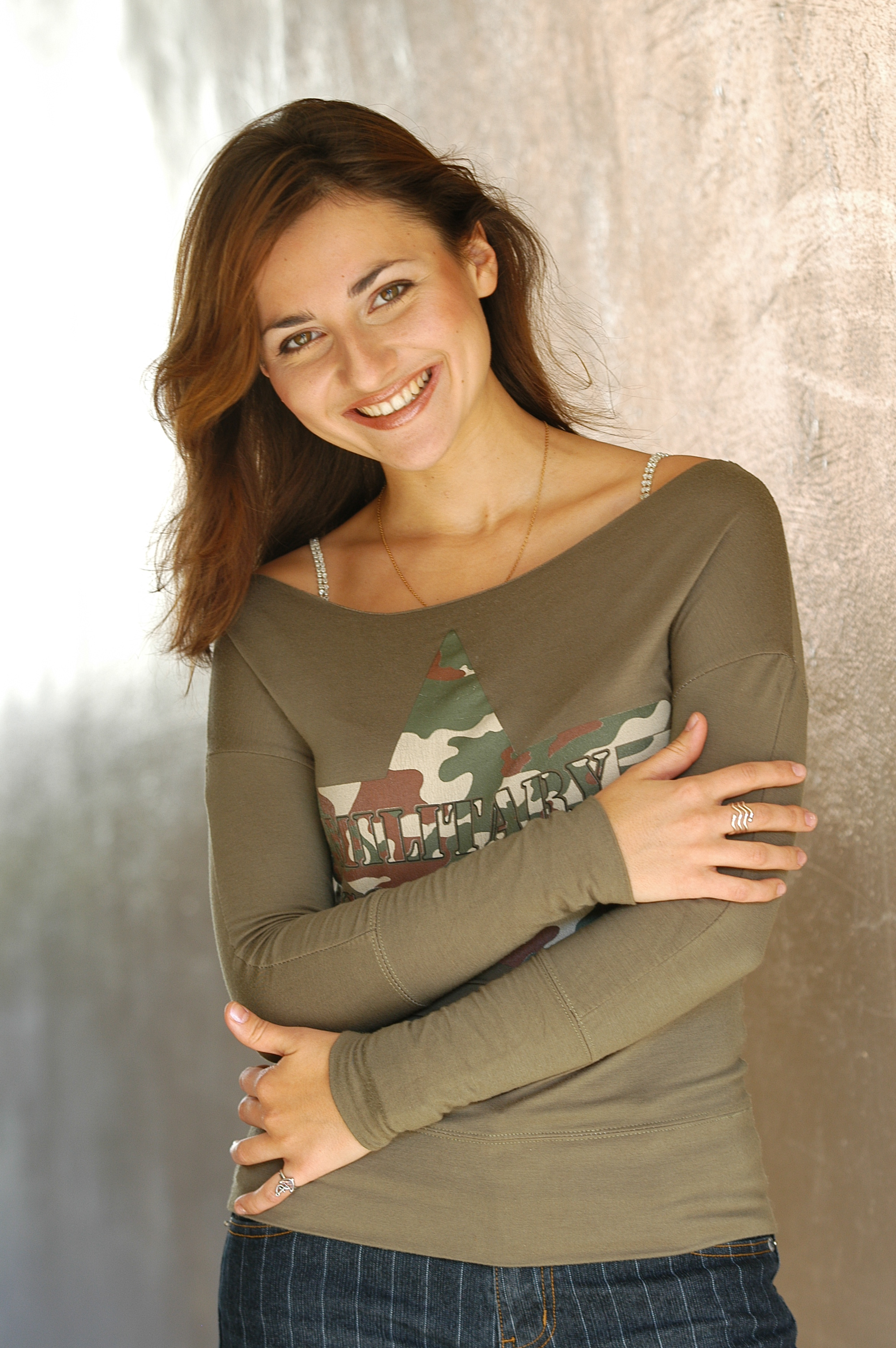
Véra Tsybakov

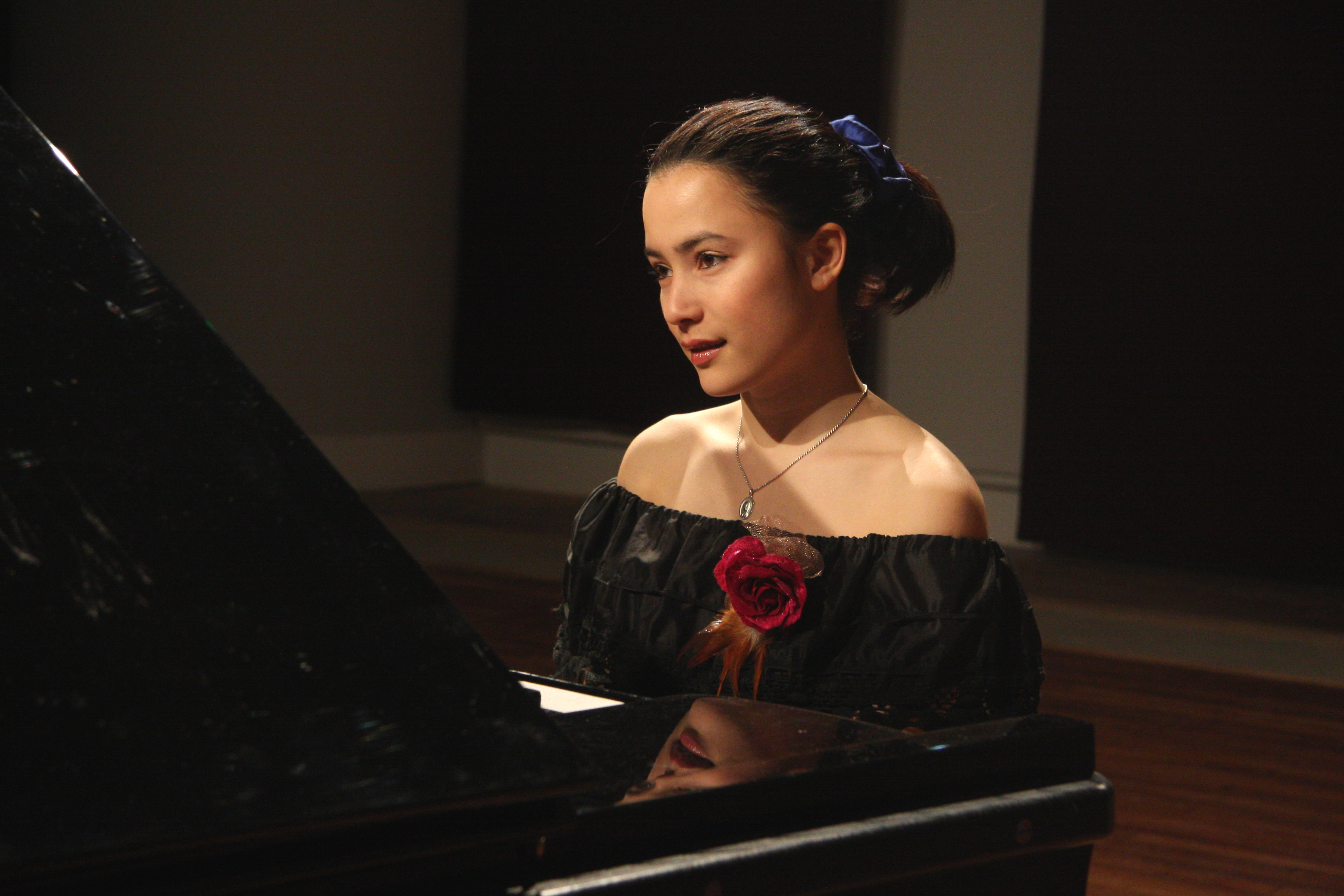
Lydie Solomon

- 21 janvier : Giuseppe Andaloro, pianiste italien.
- 4 février : Benjamin Righetti, musicien suisse.
- 15 février : Antoine Didry-Demarle, pianiste français.
- 18 février : Isabel Leonard, mezzo-soprano américaine
- 24 février : Ecaterina Baranov, pianiste moldave.
- 7 mars : Dimitri Tchesnokov, pianiste et compositeur franco-ukrainien.
- 2 avril : 
  - Mary-Jean O'Doherty, soprano américaine.
  - Victor Aviat, chef d'orchestre et hautboïste français.
- 2 mai : Carla Sandoval, pianiste chilienne.
- 22 mai : Hugo Peraldo, chef d'orchestre et ténor français.
- 26 mai : Lyuba Zhecheva, pianiste franco-bulgare.
- 12 juin : 
  - Carson Cooman, compositeur américain.
  - Juan de la Rubia, professeur et organiste espagnol.
- 14 juin : Lang Lang, pianiste chinois.
- 21 juin : Martin Helmchen, pianiste allemand.
- 13 juillet : Delphine Dussaux, pianiste , cheffe de chant et cheffe d'orchestre française.
- 16 août : Shirley Brill, clarinettiste israélienne.
- 29 août : Kotaro Fukuma, pianiste japonais.
- 25 septembre : Michail Lifits, pianiste allemand.
- 28 septembre : Adrien Tsilogiannis, violoncelliste et compositeur belge.
- 7 octobre : Yundi Li, pianiste classique chinois.
- 22 octobre : Véra Tsybakov, pianiste franco-russe.
- 19 novembre : Dmitri Smirnov, ténor russe.
- 15 décembre : Christophe Guida, organiste français.
- 25 décembre : Marijn Simons, compositeur, chef d'orchestre et violoniste néerlandais.
- 30 décembre : Hélène Tysman, pianiste française.

### Date indéterminée
- Vincent Beer-Demander, mandoliniste et compositeur français.
- Lise Berthaud, altiste française.
- Layla Claire, chanteuse d'opéra soprano canadienne.
- Isabelle Demers, organiste de concert québécoise.
- Amy Dickson, saxophoniste australienne.
- Justyna Gabzdyl, pianiste classique polonaise.
- Chu-Fang Huang, pianiste chinoise.
- François Joubert-Caillet, gambiste français.
- Baptiste-Florian Marle-Ouvrard, organiste français.
- Sonia Paço-Rocchia, compositrice canadienne.
- Julien Pondé, compositeur français, professeur de musique, chef d'orchestre, trompettiste et cornettiste.
- Lydie Solomon, pianiste et actrice française.
- Siheng Song, pianiste chinois résidant en France.
- Jean-Luc Votano, clarinettiste belge.
- Varduhi Yeritsyan, pianiste franco-arménienne.
- Clara Zaoui, violoncelliste française.
- Alissa Zoubritski, pianiste franco-moldave.

## Décès

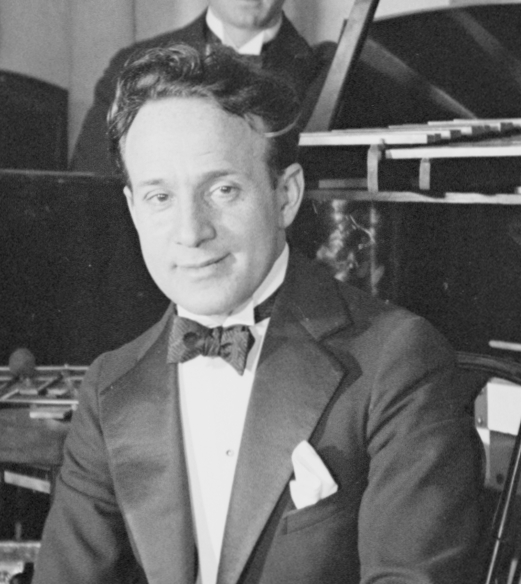
Nathaniel Shilkret

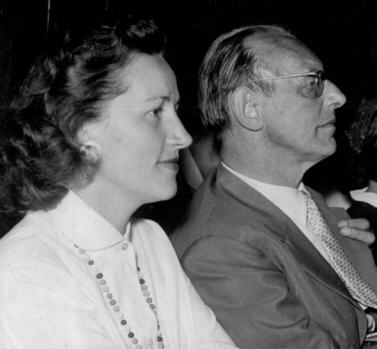
Carl Orff et Lieselotte Holzmeister

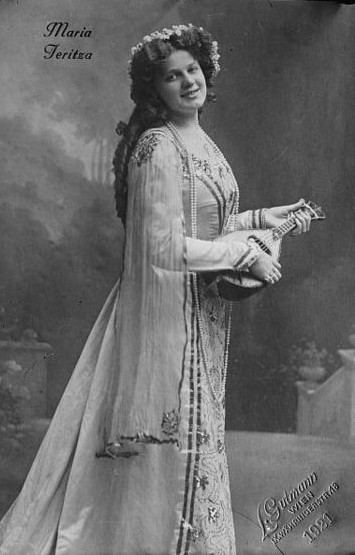
Maria Jeritza

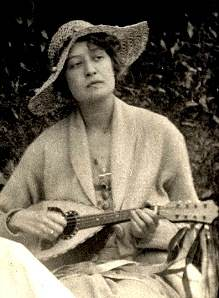
Dorothy Gow

- 12 janvier : Hervey Alan, chanteur d'opéra, baryton-basse (° 22 février 1910).
- 24 janvier : María Teresa Prieto, compositrice espagnole (° 1896).
- 16 janvier : Harald Agersnap, compositeur, chef d'orchestre, violoncelliste et pianiste danois (° 2 mars 1889).
- 12 janvier : Dorothy Howell, compositrice anglaise (° 25 février 1898).
- 18 janvier : Burnet Tuthill, compositeur et chef d'orchestre et américain (° 16 novembre 1888).
- 18 février : Nathaniel Shilkret, compositeur, chef d'orchestre, pianiste, clarinettiste et arrangeur musical américain (° 25 décembre 1889).
- 29 mars : Carl Orff, compositeur allemand (° 10 juillet 1895).
- 31 mars : Pierre Hasquenoph, compositeur français (° 20 octobre 1922).
- 6 avril : Alexander Steinbrecher, compositeur autrichien (° 16 juin 1910).
- 1 mars : Andrée Bonhomme, compositrice hollandaise (° 1er décembre 1905).
- 1er mai : William Primrose, altiste écossais (° 23 août 1904).
- 9 mai : Henri Guisgand, clarinettiste et saxophoniste classique et jazz français (° 2 avril 1913).
- 12 mai : Humphrey Searle, compositeur et musicologue anglais (° 26 août 1915).
- 13 mai : Gara Garayev, compositeur soviétique et azerbaïdjanais (° 5 février 1918).
- 17 mai : Władysława Markiewiczówna, pianiste polonaise (° 5 février 1900).
- 19 mai : Renzo Rossellini, compositeur italien (° 2 février 1908).
- 24 mai : Richard Hall, compositeur et pédagogue anglais (° 16 septembre 1903).
- 26 mai : Nanny Larsén-Todsen, soprano suédoise (° 2 août 1884).
- 8 juin : Jean Wiener, pianiste et compositeur français (° 19 mars 1896).
- 20 juin : Wilfrid Pelletier, pianiste, chef d'orchestre québécois (° 20 juin 1896).
- 10 juillet :
  - Marius Schneider, musicologue allemand (° 1er juillet 1903).
  - Maria Jeritza, cantatrice austro-tchèque (° 6 octobre 1887).
- 18 juillet : Lionel Daunais, chanteur, baryton d'opéra, compositeur, comédien et metteur en scène québécois (° 31 décembre 1901).
- 21 juillet : Marcel Reynal, violoniste et pédagogue français (° 19 septembre 1895).
- 12 août :
  - Oliviero De Fabritiis, chef d'orchestre italien (° 13 juin 1902).
  - Helvi Leiviskä, compositrice, écrivain, professeur de musique et bibliothécaire finlandaise (° 25 mai 1902).
- 1er septembre : Clifford Curzon, pianiste britannique (° 18 mai 1907).
- 12 septembre : Federico Moreno Torroba, compositeur espagnol (° 3 mars 1891).
- 14 septembre : Christian Ferras, violoniste français (° 17 juin 1933).
- 3 octobre : Tudor Ciortea, compositeur roumain (° 28 novembre 1903).
- 4 octobre : Glenn Gould, pianiste canadien (° 25 septembre 1932).
- 8 octobre : Giovanni Breviario, ténor italien (° 27 novembre 1891).
- 16 octobre : Mario del Monaco, ténor italien (° 27 juillet 1915).
- 26 octobre : Yvonne Gouverné, pianiste devenue accompagnatrice et chef de chant (° 6 février 1890).
- 29 octobre : William Lloyd Webber, organiste et compositeur anglais (° 11 mars 1914).
- 30 octobre : Angelo Ephrikian, violoniste, chef d'orchestre, compositeur et musicologue (° 20 octobre 1913).
- 7 novembre : Salvador Contreras, compositeur mexicain (° 10 novembre 1910).
- 17 novembre :
  - Leonid Kogan, violoniste soviétique (° 14 novembre 1924).
  - Eduard Tubin, compositeur estonien  (° 18 juin 1905).
- 1er novembre : Dorothy Gow, compositrice anglaise (° 1893).
- 21 novembre : Ditta Pásztory, pianiste hongroise, et la seconde épouse du compositeur Béla Bartók (° 31 octobre 1903).
- 22 novembre : Max Deutsch, compositeur, chef d'orchestre et professeur de composition franco-autrichien (° 17 novembre 1892).
- 1 décembre : Dorothy James, compositrice et professeur de musique américaine (° 1er décembre 1901).
- 3 décembre : Louis Auriacombe, chef d’orchestre français (° 22 février 1917).
- 17 décembre :
  - Karel Šejna, chef d'orchestre tchèque (° 1er novembre 1896).
  - Philipp Jarnach, pianiste et compositeur allemand, d'origine espagnole (° 26 juillet 1892).
- 19 décembre : Jean-Jacques Grünenwald, organiste, improvisateur, compositeur, professeur et architecte français (° 2 février 1911).
- 20 décembre : Arthur Rubinstein, pianiste polonais (° 28 janvier 1887).
- 25 décembre : Vally Weigl, compositrice et musicothérapeute (° 11 septembre 1894).